# سیارک ۸۹۱۳۱
سیارک ۸۹۱۳۱ (به انگلیسی: 89131 Phildevries، نامگذاری:2001UC12) هشتاد و نه هزار و صد و سی و یکمین سیارک کشف شده‌است که در ۲۳ اکتبر ۲۰۰۱ کشف شد.